# Nou bales
Nou bales (títol original en anglès, 9 Bullets) és una pel·lícula de thriller d'acció estatunidenca del 2022 escrita i dirigida per Gigi Gaston, protagonitzada per Lena Headey, Sam Worthington i Dean Scott Vazquez. La pel·lícula es va produir a Califòrnia durant l'auge de la pandèmia de la COVID-19. La inspiració de Gaston per a la pel·lícula es va basar en la seva estreta amistat amb l'intèrpret burlesc Gypsy Rose Lee. La pel·lícula abans era coneguda com a Gypsy Moon. Es va estrenar en una selecció limitada de cinemes dels Estats Units el 22 d'abril de 2022 a càrrec d'Screen Media, va recaptar 193.908 dòlars en ingressos totals a tot el món i va rebre crítiques generalment negatives. S'ha doblat i subtitulat al català.